# Wenn jeder tanzen würde, wie er wollte, na!
Wenn jeder tanzen würde, wie er wollte, na! ist ein Dokumentarfilm des DEFA-Studios für Kurzfilme von Winfried Junge aus dem Jahr 1972.

## Handlung
Der Film stellt den Gesellschaftstanz und die Beatmusik in ständig wechselnden Filmschnitten gegenüber. Die Bilder aus der Tanzschule Glöckner in der Berliner Klosterstraße begleiten Jugendliche auf dem Weg von der ersten Tanzstunde bis zum Abschlussball  im Haus am Köllnischen Park. Dieser Unterricht bringt den Teilnehmern den Tanz als rhythmische Bewegung bei, aber auch die Regeln für das Benehmen auf der Tanzfläche sind ein Thema. Mehrere Beteiligte äußern sich darüber, weshalb sie an dem Tanzunterricht teilnehmen. Den meisten geht es darum, die Grundschritte der verschiedenen Tänze zu erlernen, um im späteren Leben auf der Tanzfläche zu wissen, was man zu tun hat, damit dort nicht jeder macht, was er will. Die am Abschlussball teilnehmenden Eltern begrüßen alle den Entschluss ihrer Kinder, diese Ausbildung zu absolviert zu haben.
Eine völlig andere Musik ist im Klubhaus der Eisenbahner in Berlin-Karlshorst zu hören. Hier stehen die Jugendlichen in einer großen Traube vor dem Haus, um eingelassen zu werden, während die Musiker sich noch warmspielen. Hier geht es um die Beatmusik, nach der sich jeder nach seinem Gefühl auf der Tanzfläche bewegen kann, was auch nach dem Einlass zu beobachten ist. Auch hier äußern sich die Besucher in Interviews darüber, weshalb sie diese Art zu Tanzen bevorzugen. Die Antworten beweisen, dass Beatanhänger nicht unbedingt Stroh im Kopf haben müssen.
In seiner unkommentierten Form untersucht der Film, inwieweit diese beiden unterschiedlichen Arten des Tanzes ihre Berechtigung haben, ohne sich für die Tanzschule oder den Jugendtanz zu entscheiden.

## Produktion und Veröffentlichung
Wenn jeder tanzen würde, wie er wollte, na! wurde unter den Arbeitstiteln Jugendtanzstunde,  Auf dem Parkett und Jugendtanz von der Künstlerischen Arbeitsgruppe Profil als Schwarzweißfilm gedreht. Er hatte am 13. Oktober 1972 seine Erstaufführung im Berliner Kino am Fernsehturm.
Die Gruppe, die im Klubhaus der Eisenbahner in Berlin-Karlshorst auf der Bühne spielte, war die Bürkholz-Formation mit ihrem Sänger Hans-Jürgen Beyer.
Der Film erschien 2019 in der Edition Jenseits von Golzow zusammen mit 14 weiteren Dokumentarfilmen von Winfried Junge bei Absolut Medien auf DVD.

## Auszeichnungen
- 1972: V. Jugendfilmwoche der DDR: Preis des Ministers für Kultur für Wenn jeder tanzen würde, wie er wollte, na!